# Pál Deim
Pál Deim, né le 29 juin 1932 et mort le 9 mai 2016 à Szentendre, est un peintre, sculpteur et lithographe hongrois, titulaire du prix Kossuth. Il est l'une des principales figures du mouvement artistique hongrois de « néo-avant-garde » qui a existé à partir des années 1960.

## Biographie
,,,,,,

## Principales distinctions
- 1985 : prix Mihály Munkácsy (hu)
- 1987 : prix Pro Urbe de la ville de Szentendre
- 1990 : titre d'« artiste émérite de la République populaire hongroise » (Kiváló Művész)
- 1993 : prix Kossuth
- 2014 : titre d'« artiste de la nation » (A Nemzet Művésze) décerné par l'Académie hongroise des arts